# Obwód zaporoski
Obwód zaporoski (ukr. Запорізька область) – jeden z 24 obwodów Ukrainy ze stolicą w Zaporożu. Leży w południowo-wschodniej części Ukrainy, nad Dnieprem i Morzem Azowskim. Po trwającej od 1 marca okupacji, część terytorium obwodu została 30 września 2022 anektowana przez Rosję, która utworzyła na zajętym obszarze własną jednostkę administracyjną o takiej samej nazwie.
Na północy i północnym zachodzie graniczy z obwodem dniepropietrowskim, na zachodzie z chersońskim, a na wschodzie z donieckim.

## Podział administracyjny
Obwód dzieli się na 5 rejonów:
1. berdiański
2. melitopolski
3. połohowski
4. wasylowski
5. zaporoski

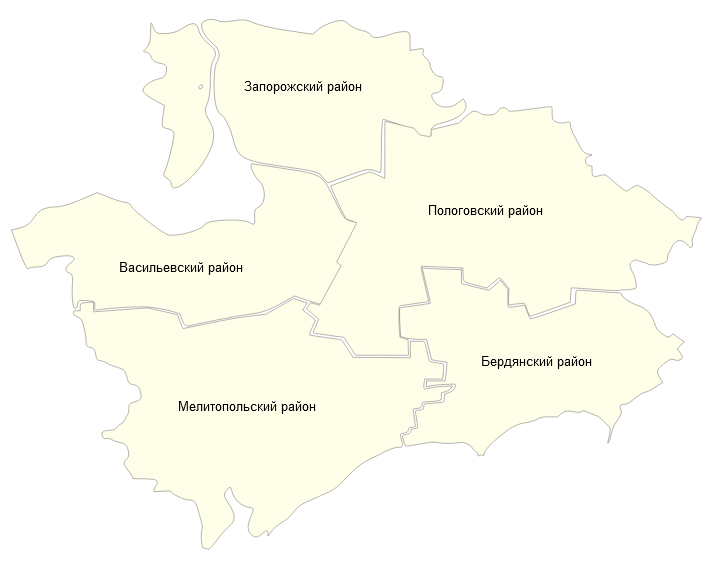
Rejony od 2020 roku

Rejony do 2020 roku

Do 19 lipca 2020 roku obwód dzielił się na 20 rejonów:
- berdiański
- bilmacki
- czernihiwski
- hulajpolski
- jakymiwski
- kamionecki
- melitopolski
- michajłowski
- nowomykołajiwski
- orichiwski
- połohowski
- pryazowski
- prymorski
- roziwski
- tokmacki
- wasylowski
- wełykobiłozerski
- weseliński
- wilniański
- zaporoski

oraz 5 miast wydzielonych: Berdiańsk, Enerhodar, Melitopol, Tokmak oraz Zaporoże.

## Geografia

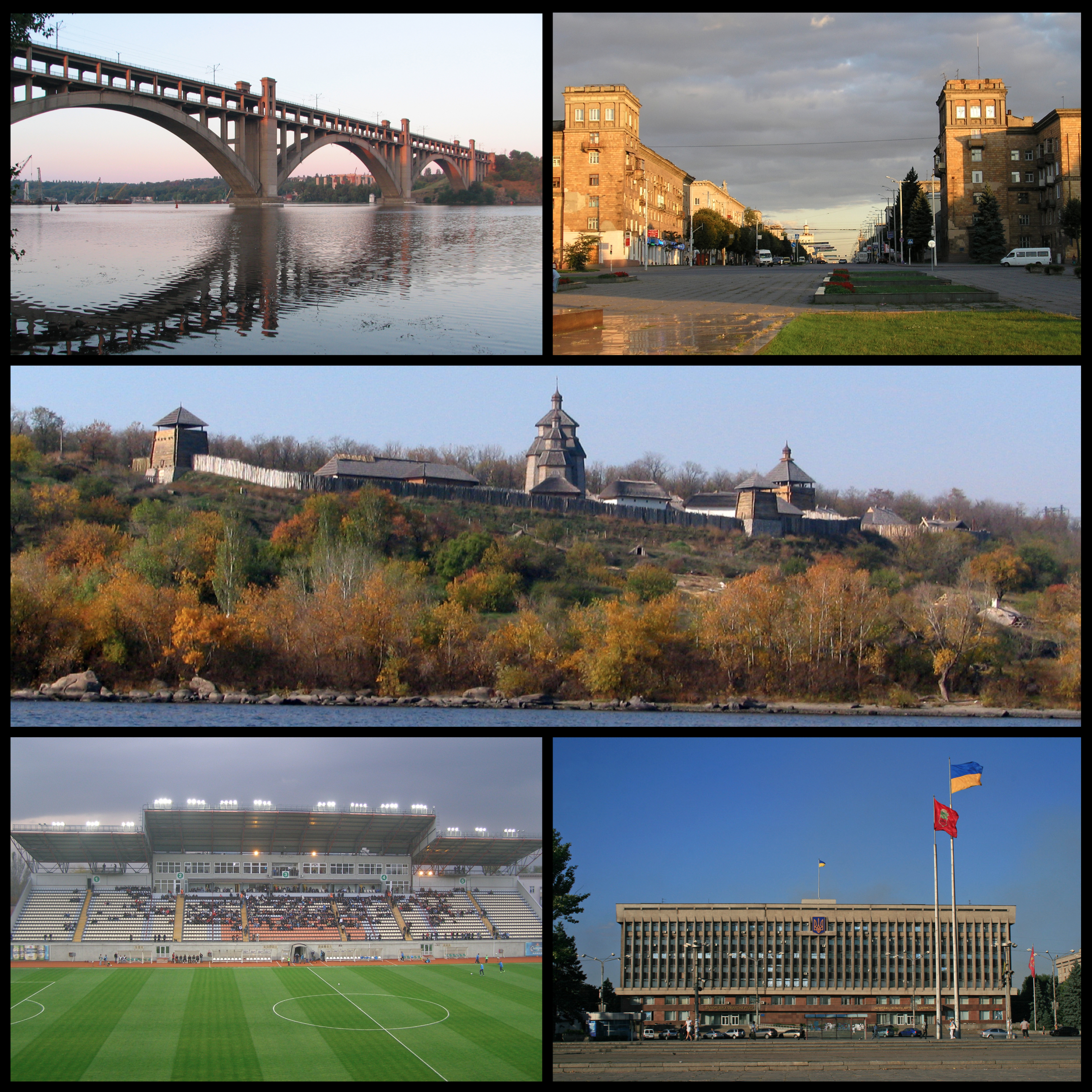
Zaporoże

Terytorium obwodu zajmuje 27,18 tys. km², co stanowi 4,5% terytorium Ukrainy. Długość z północy na południe wynosi 208 km, a ze wschodu na zachód 235 km. Odległość od miasta Zaporoże do stolicy Ukrainy miasta Kijów koleją – 715 km, drogami głównymi – 618 km.

## Historia
Obwód zaporoski został utworzony 10 stycznia 1939 jako część Ukraińskiej Socjalistycznej Republiki Radzieckiej.
Terytorium obwodu należało w przeszłości do Złotej Ordy po tym, jak państwo to podbiło Ruś Kijowską. Od 1445 Zaporoże należało do Chanatu Krymskiego. Od XV wieku do XVIII wieku północne rubieże obwodu tworzyły Sicz Zaporoską.
Podczas inwazji Rosji na Ukrainę w roku 2022, część obwodu znalazła się pod rosyjską okupacją. Od 23 do 27 września 2022, na terenie obwodu okupowanym przez wojsko rosyjskie, zostały przeprowadzone głosowania w sprawie aneksji obwodu przez Rosję, do której doszło 30 września. W trakcie jego przeprowadzenia, wg ukraińskich szacunków, pod kontrolą sił rosyjskich znajdowało się 67% obwodu.

## Miasta
|     | miasto                | populacja (2018) |
| --- | --------------------- | ---------------- |
| 1.  | Zaporoże              | 743 113          |
| 2.  | Melitopol             | 153 585          |
| 3.  | Berdiańsk             | 111 740          |
| 4.  | Enerhodar             | 53 747           |
| 5.  | Tokmak                | 31 319           |
| 6.  | Połohy                | 19 330           |
| 7.  | Dniprorudne           | 18 918           |
| 8.  | Wilnianśk             | 15 421           |
| 9.  | Orichiw               | 14 860           |
| 10. | Hulajpole             | 13 892           |
| 11. | Wasylówka             | 13 683           |
| 12. | Kamionka Dnieprzańska | 13 070           |
| 13. | Prymorśk              | 11 995           |
| 14. | Mołoczanśk            | 6 627            |

## Demografia
Skład narodowościowy obwodu w 2001 roku:
1. Ukraińcy: 1364,1 tys. (70,8%)
2. Rosjanie: 476,7 tys. (24,7%)
3. Bułgarzy: 27,8 tys. (1,4%)
4. Białorusini: 12,7 tys. (0,7%)
5. Węgrzy: 6,4 tys. (0,3%)
6. Tatarzy: 5,2 tys. (0,3%)
7. Żydzi: 4,4 tys. (0,2%)
8. Gruzini: 3,9 tys. (0,2%)
9. Azerowie: 2,5 tys. (0,1%)
10. Mołdawianie: 2,5 tys. (0,1%)
11. Niemcy: 2,2 tys. (0,1%)
12. Grecy: 2,2 tys. (0,1%)
13. Romowie: 1,9 tys. (0,1%)
14. Polacy: 1,8 tys. (0,1%)